# Asaracus modestissimus
Asaracus modestissimus là một loài nhện trong họ Salticidae.
Loài này thuộc chi Asaracus. Asaracus modestissimus được Lodovico di Caporiacco miêu tả năm 1947.